# Angliers (Vienne)

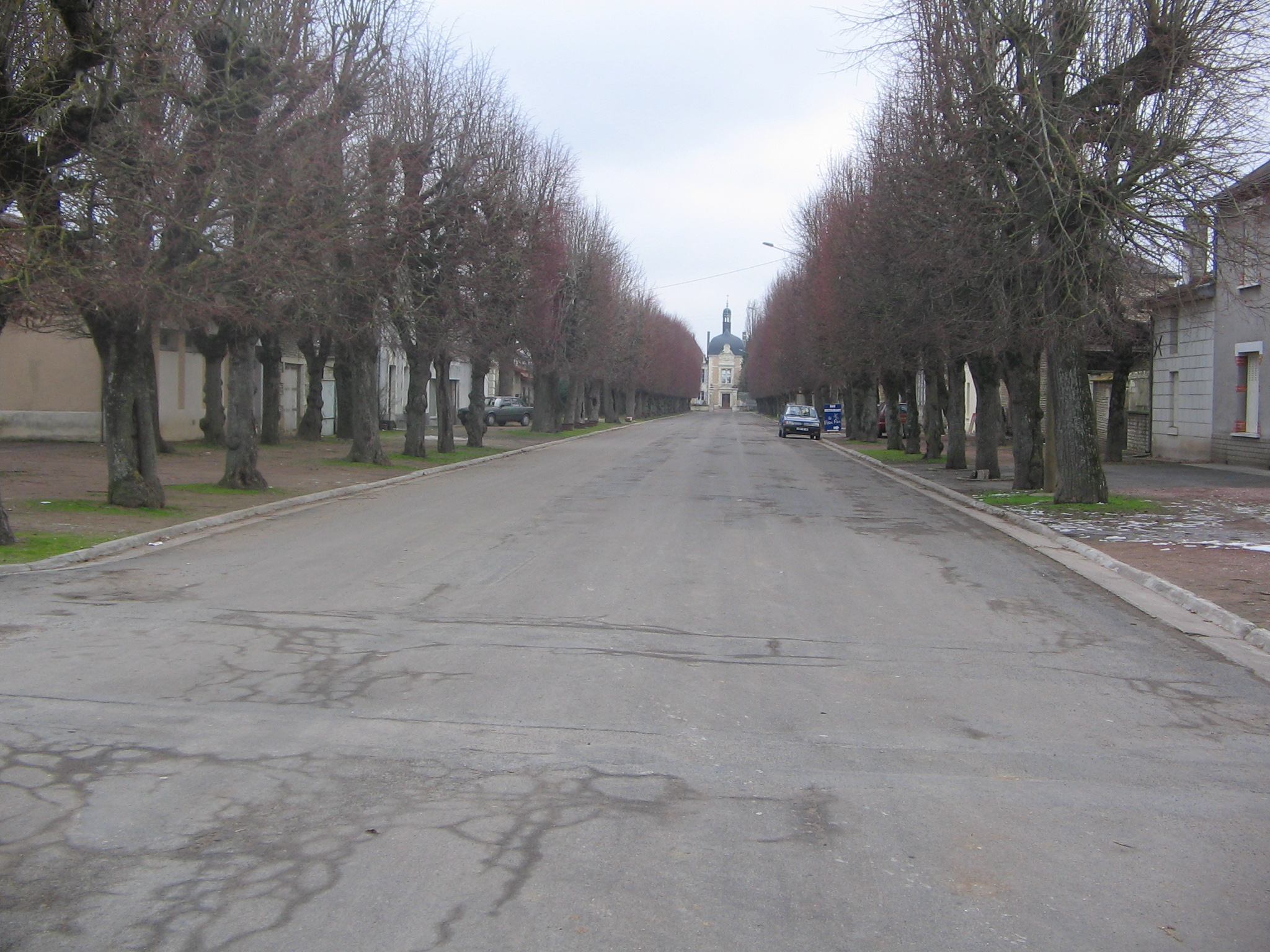
L'avenue à Angliers, avec la mairie au fond

Angliers é uma comuna francesa na região administrativa da Nova Aquitânia, no departamento de Vienne. Estende-se por uma área de 23,31 km². Em 2010 a comuna tinha 646 habitantes (densidade: 27,7 hab./km²).